# Landrauschen
Landrauschen ist Lisa Millers Debütfilm aus dem Jahr 2018. Die Uraufführung fand am 21. Januar 2018 beim Filmfestival Max Ophüls Preis in Saarbrücken statt. Der Film gewann als großer Abräumer den Max Ophüls Preis für den Besten Spielfilm, das beste Drehbuch sowie den Preis der Ökumenischen Jury. Im Februar lief er auf der Berlinale als Gast der Perspektive Deutsches Kino.
Der deutsche Kinostart war am 19. Juli 2018.

## Handlung
Nach Jahren des wilden Lebens, Ende 20, zwei Hochschulabschlüssen aber keinem Geld und erfüllendem Job, befindet sich Toni in einer Sinnkrise. Eine Erbschaftsangelegenheit dient als willkommener Grund, ihr kosmopolitisches Leben hinter sich zu lassen und wieder in ihr Heimatdorf zu fliehen, dessen Enge sie ursprünglich hinter sich lassen wollte. Doch dieser Neuanfang geht gründlich schief. Als Praktikantin für den Heimatteil einer Lokalzeitung fühlt sie sich weit unter Wert verkauft und zu Hause nehmen ihr die übergriffigen Eltern jede Luft zum Atmen.
Zum Glück trifft sie auf die lebenslustige Rosa. Mit ihr sieht die Welt der Heimat auf einmal anders aus. Bei wilden Mopedfahrten und nächtlichen Streifzügen fühlt sich Toni wieder lebendig. Doch die Beziehung wird immer explosiver, je mehr Rosa sich zu Toni hingezogen fühlt, die sich nur um sich selbst zu drehen scheint. Der Film umreißt die Identitätsfindung zweier Frauen in einem Dorf, das sich selbst mit einer immer komplexer werdenden Welt konfrontiert sieht.

## Produktion
Das Drehbuch, welches teils autobiografische Züge aufweist, schrieb Lisa Miller 2015 während einer Südamerikareise.
Landrauschen wurde 2016 an 36 Tagen gedreht, verteilt über einen Zeitraum von zehn Monaten.
Landrauschen entstand komplett ohne öffentliche Filmförderung, mit Hilfe einer Crowdfundingkampagne auf Startnext und lokalen Sponsoren.
Der Großteil des Filmteams und der Schauspieler stammt aus der Kleinstadt Weißenhorn und dem angrenzenden Stadtteil Bubenhausen, was auch als Drehort und Namensgeber diente. Das Filmvorhaben gelang unter breiter Miteinbeziehung der Menschen und Vereine vor Ort.
Neben Hauptdarstellerin Kathi Wolf wurden viele der Rollen mit Laien besetzt. So auch Nadine Sauter, welche die Rolle der Rosa übernommen hat. Charakteristisch für den Film ist die bayrisch-schwäbische Mundart, die größtenteils gesprochen wird. Produzent Johannes Müller und Lisa Miller gründeten 2016 die Produktionsfirma Miller&Müller sowie das Label mundart.

## Rezeption
Auf Queer.de wird Landrauschen als „der erste queere Heimatfilm für die ganze Familie“ bezeichnet.
„Voller Bildwitz und mit humorvoller Sprache, aber ohne sich über den schwäbischen Dialekt in irgendeiner Weise billig lustig zu machen, treibt dieser Film der Heimat alles Heimelige, alle schmierige Gemütlichkeit aus – und verteidigt zugleich ihre liebenswerten Seiten.“
Rüdiger Suchsland: artechock.de
„Manchmal lugen in dieser Geschichte auch Vorbilder heraus, wenn sich der Papa in der Badehose und in seiner ganzen prallen Fleischlichkeit auf eine Sonnenliege legt, dann sieht das aus wie ein Bild aus Ulrich Seidls Film „Hundstage“. Bloß dass Seidl ein fieser Misanthrop ist, Lisa Miller dagegen voller Empathie erzählt. Nein, in eine Wut steigert sich die Regisseurin noch nicht hinein, sie beobachtet mit souveräner Gelassenheit ein Leben, das anders ist als in der Großstadt, auch rückständiger, wenn man so will, aber nicht unbedingt schlechter.“
Rupert Koppold: Kontext Wochenzeitung
„Lisa Millers Handschrift ist in Saarbrücken sichtbar geworden. Ihr filmischer Blick vereint Gegensätze, ist zärtlich und derb, zurückgenommen und wild, nachdenklich und impulsiv. „Landrauschen“ ist eine Liebeserklärung an ihre Heimat – auch wenn am Ende Teile Bubenhausens in Flammen stehen.“
Carsten Muth: Südwest Presse
In der 2020 erschienenen Dokumentation „Ganghofer und seine Erben“, welche Julia Benkert für den Bayerischen Rundfunk realisierte, wird Landrauschen als Vertreter eines neuen, jungen und feministisch-queeren Heimatfilms gehandelt.

## Auszeichnungen
- Filmfestival Max Ophüls Preis 2018 gewonnen in den Kategorien Bester Spielfilm, Fritz Raff Drehbuchpreis, Preis der Ökumenischen Jury
- Berlinale Gast der Perspektive Deutscher Film 2018
- Nominierung Competition Tbilisi International Film Festival 2018
- Gewinner Bester Spielfilm Arc Film Festival Mainz 2018
- Publikumspreis Queergestreift Konstanz 2018